# هيوز دي-2
هيوز دي-2 (بالإنجليزية: Hughes D-2)‏ هي طائرة مقاتلة من صناعة شركة طائرات هيوز. كان أول طيران لها في 20 يونيو 1943. دخلت الخدمة في Cancelled، انتهت خدمتها في 1944.

## المواصفات
البيانات من McDonnell Douglas Aircraft since 1920: Volume II
الخصائص العامة
- الطاقم: طيار واحد، طاقم من اثنين (في نسخة bomber)
- الطول: 57 قدم في 10 (17.6 متر)
- باع الجناح: 60 قدم (18.29 متر)
- الارتفاع: 27 قدم في 4 (8.3 متر)
- مساحة الجناح : 616 قدم² (57.23 متر²)
- الوزن محملة: 31,672 lb (14,366 كلغ)
- محرك الطائرة: 2 × Pratt and Whitney R-2800-49, 2,000 hp (1,500 kW)  الواحد

الأداء
- السرعة القصوى: 433 mph (697 km/h) at 25,000 ft (7,620 m)
- سرعة العبور: 274 ميل/ساعة (441 كلم/ساعة)
- مدى (طائرة): 1,000 miles (1,610 km)
- سقف الخدمة: 36,000 قدم (10,975 متر)
- معدل الصعود: 2,620 قدم/دقيقة (13 متر/ثانية)